# Estación El Palqui
El Palqui fue una estación ferroviaria correspondiente al Longitudinal Norte ubicada en la comuna de Monte Patria, en la Región de Coquimbo, Chile. Actualmente la estación no presta servicios.

## Historia
La estación El Palqui fue parte de la construcción inicial de segmentos del Longitudinal Norte, en particular, de la sección de ferrocarril que iniciaba en la estación San Marcos y terminaba en la estación Paloma a través de un ferrocarril que inició sus obras en 1889 y las terminó en 1896. Sin embargo, la extensión completa fue inaugurada en 1911, debido a que este segmento del ferrocarril fue entregado al estado chileno inconcluso.
La construcción del embalse La Paloma que inició en 1959 y se extendió durante la década de 1960 y la posterior inundación del sector generó que el trazado fuera trasladado hacia el oriente junto con la estación de ferrocarriles, a la vez que la vía férrea fue trazada hacia el norte bordeando la represa a través de Monte Patria. La antigua estación de El Palqui fue suprimida mediante decreto del 11 de julio de 1967, y en esa misma fecha fue establecida la estación Nueva El Palqui, ubicada en la nueva localidad. La estación Nueva El Palqui fue suprimida mediante decreto del 6 de noviembre de 1978.
En algún momento entre 2015 y 2016, los edificios de la bodega y estación fueron incluidos dentro de la infraestructura de la «Plaza El Palqui»; en 2017 se inaugura oficialmente la plaza.
El edificio de la estación se encuentra en muy buen estado, así como su bodega, la cual almacena la producción frutícola del fundo Puente Plomo; la estación posee un desvío local así como una vía principal.